# 盧瑛田
盧瑛田（1582年—1623年），字虹仲、一字龍升，號如麓，廣東省廣州府東莞縣增埗（今茶山镇增埗村卢屋）人，明朝政治人物。

## 生平
盧瑛田七岁能文。萬曆二十八年（1600年）中庚子科廣東乡试第七十三名舉人，萬曆三十八年（1610年）中式庚戌科會試一百十二名，第二甲第二十二名進士。禮部觀政，授戶部湖廣司主事，四十年差徐州管倉，四十二年陞員外郎，本年五月升郎中。四十六年陞湖廣按察司副使。
當時，惠王建邸于荆，欲并民居为府第，人心惶惶。瑛田请以湘王废邸改建，毋动民居，报可，移府庄田，搜括河南，不足额，派之楚，楚抚欲取盈于荆。瑛田力持不应，荆人以為德。天啓二年（1622年）正月入觐京师，举卓异，二月賜宴礼部，三月升四川布政使司右参政、备兵威茂，不久督臣张我续请求继续以参政新衔照旧管荆南道事，三年五月升河南按察使，未赴任卒。
天啟初，土酋奢崇明反叛已數年，重庆陷落，瑛田受檄往援，选精兵五千，昼夜驰赴。时贼党兵甚众，土司暨诸道股栗，请解城围，瑛田不从，率所部奋勇邀击，杀贼八百余。敵人诈降，瑛田用計擒其首领。官軍收复重庆。凯旋归，擢四川布政使司参政，又迁河南按察使，未赴任卒。叙平奢之功，赠太仆寺正卿。

## 著作
清张其淦《东莞诗录》卷十九引《吟芷居诗话》：“卢虹仲《春日会师瞿塘望巫山高处》诗，是气机流走之作，惜存诗寥寥耳”。录卢瑛田诗二首。
- 《春日会师瞿塘雨中王咏商水部见招同杨漪翁明府望巫山高处》

东风幕府对霞觞，雨夜论心兴转长。
山入大夔分楚蜀，客从诗赋忆王杨。
夭桃花绽三春色，细草风生二月凉。
终宴不知更漏促，醉来犹欲咏高唐。

## 家族
曾祖盧宗鼎，壽官；祖盧敬，宜山縣丞；父盧紹勳，貢士；母黃氏（封太安人）。具慶下。兄盧學易（己卯舉人、襄府右長史）；盧璿田（庠生）。弟盧顯（丙午武舉）；盧瓘田（庠生）；盧瑋田（庠生）；盧珅田（庠生）；盧玒田。